# Teatro Shakespeare (Scandiano)
Il Teatro Shakespeare era un teatro che si trovava ad Arceto, frazione di Scandiano, in provincia di Reggio Emilia, intitolato al poeta inglese William Shakespeare.  

## Storia
Il Teatro Shakespeare venne costruito per volontà dei socialisti del luogo. La facciata fu affidata allo scultore scandianese Francesco Lodesani, che presentò il progetto nel febbraio del 1911 agli uffici comunali. Nel dicembre dello stesso anno fu inaugurato l'edificio. Durante la costruzione furono però contratti debiti che la cooperativa proprietaria non riuscì a pagare, fallendo nel 1915. Fu acquistato da un privato del luogo che lo demolì nell'autunno del 1916.